# Notomastus luridus
Notomastus luridus är en ringmaskart som först beskrevs av Addison Emery Verrill 1873.  Notomastus luridus ingår i släktet Notomastus och familjen Capitellidae. Inga underarter finns listade i Catalogue of Life.